# Ried-Mörel
Ried-Mörel (toponimo tedesco) è una frazione del comune svizzero di Riederalp, nel Canton Vallese (distretto di Raron Orientale).

## Storia

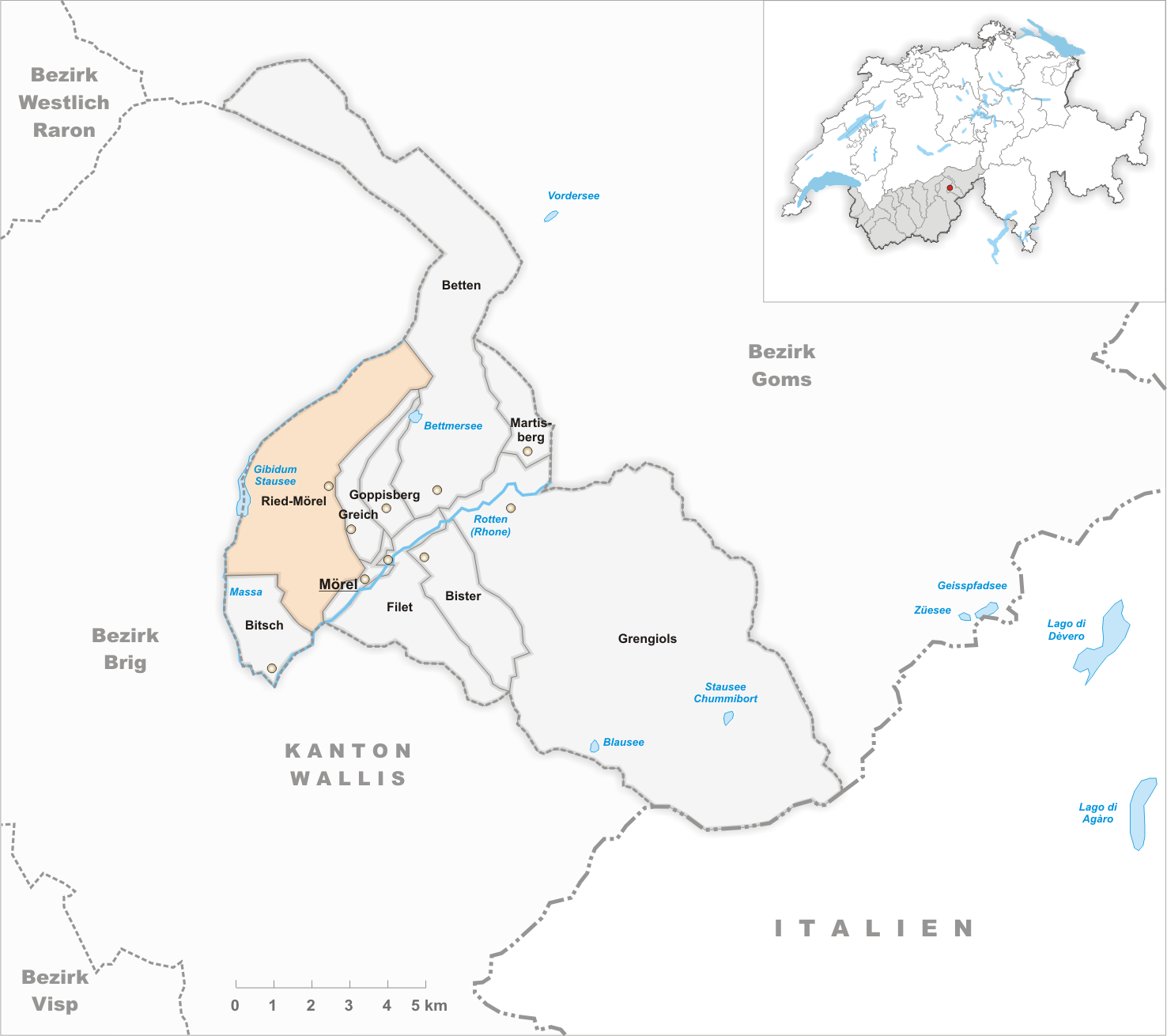
Il territorio del comune di Ried-Mörel prima degli accorpamenti comunali del 2004

Già comune autonomo, nel 2004 è stato accorpato agli altri comuni soppressi di Goppisberg e Greich per formare il nuovo comune di Riederalp, del quale Ried-Mörel è il capoluogo.

## Monumenti e luoghi d'interesse
- Chiesa parrocchiale cattolica di Santa Maria di Lourdes, eretta nel 1904[1].

## Società

### Evoluzione demografica
L'evoluzione demografica è riportata nella seguente tabella:
Abitanti censiti

## Amministrazione
Ogni famiglia originaria del luogo fa parte del cosiddetto comune patriziale e ha la responsabilità della manutenzione di ogni bene ricadente all'interno dei confini della frazione.